# 카스텔브란도

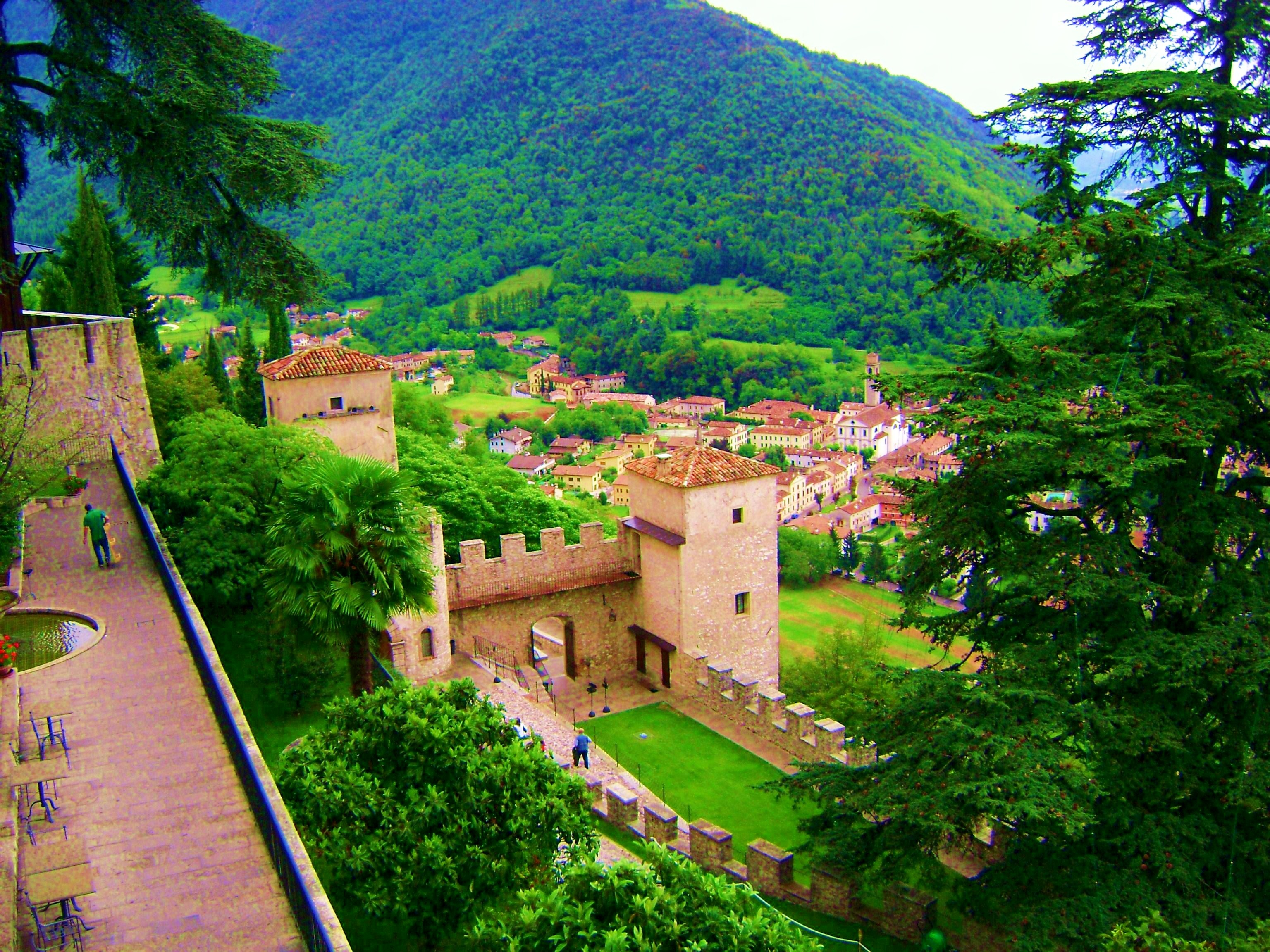
카스텔브란도

카스텔브란도(CastelBrando)는 이탈리아 베네토주 트레비소도의 마을 치손 디 발마리노에 있는 고회암 암석 위에 있는 중세시대 성이다. 카스텔브란도라는 이름은 포를리 출신으로 성주였던 브란돌리니(Brandolini) 가문에서 유래했다.

## 현재
오늘날 카스텔브란도는 드넓게 복구되어 4성급 호텔, 박물관, 극장을 운영하고 있다. 방문객은 치손 디 발마리노 마을에서 푸니쿨라를 타고 방문할 수 있다. 2009년 4월 18일부터 4월 20일까지 카스텔브란도에 이탈리아 농무장관 루카 자이아가 주최한 G8 농무장관 회담이 열렸다.